# متحف الساميات

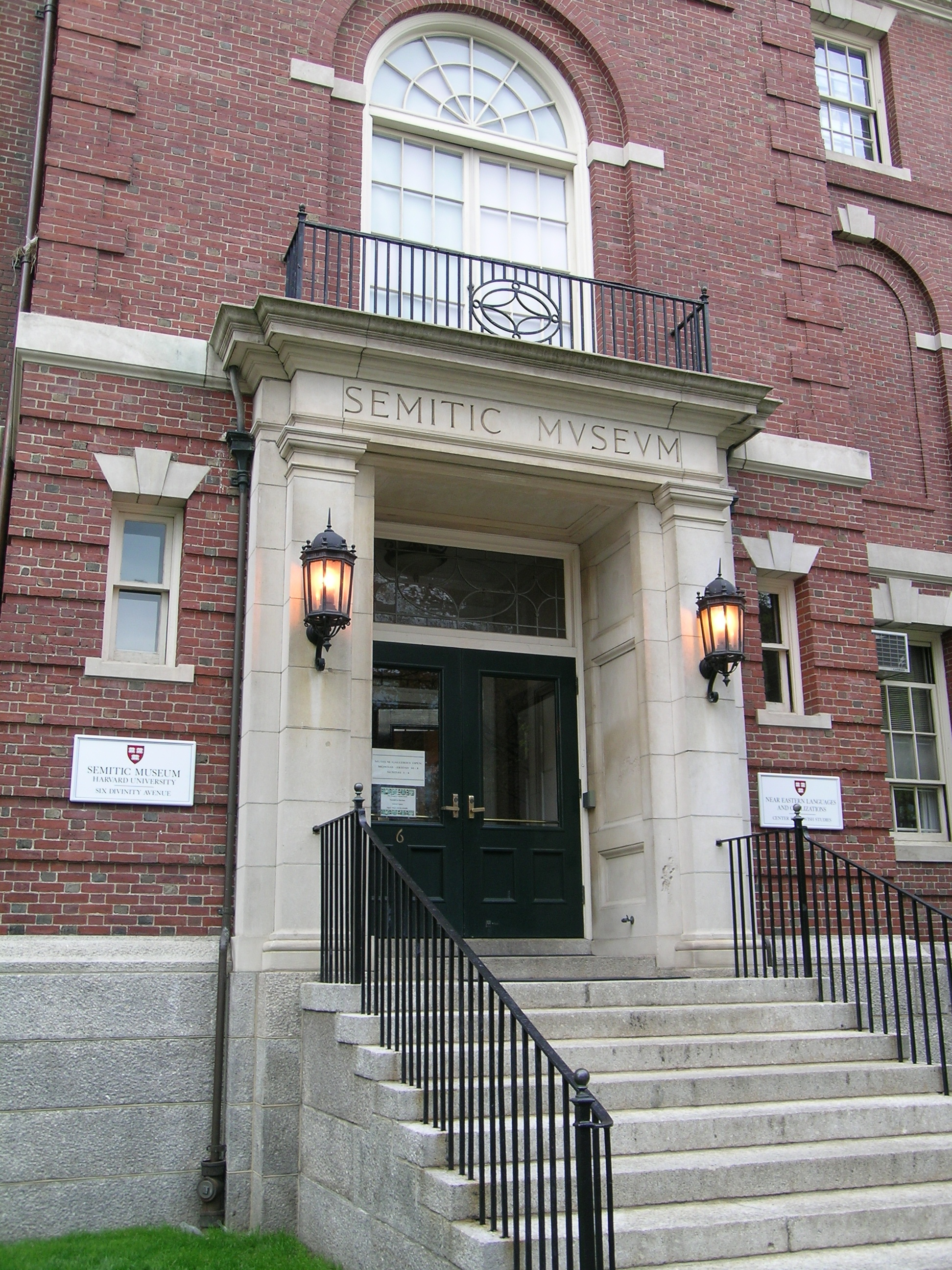
متحف هارفارد للسامية

متحف هارفارد للساميات هو متحف تأسس عام 1889م. انتقل إلى موقعه الحالي في 6 Divinity Avenue في كامبريدج ، ماساتشوستس ، في عام 1903م.
كان موطن قسم اللغات والحضارات في الشرق الأدنى منذ البداية ، وقسم مكتبة ، ومستودع للمجموعات البحثية ، ومعهد تعليمي عام ، ومركز لاستكشاف الآثار. من بين إنجازات المتحف الأولى كانت الحفريات العلمية الأولى في الأراضي المقدسة (في السامرة في 1907-1912) والحفريات في نوزي و تل الخليفة في سيناء ، حيث جرى العثور على أبجدية سينائية أولية
القطع الأثرية في المتحف تشمل الفخار ، وأختام الاسطوانة ، والنحت ، والعملات المعدنية ، والألواح الطينية ، وتوابيت المومياء المصرية. العديد من الحفريات التي يرعاها المتاحف في الأردن والعراق ومصر وقبرص وإسرائيل وتونس . يحتوي المتحف على قوالب جصية من المسلة السوداء لشلمنصر الثالث ، وقوانين حمورابي ، ونصب نصر اسرحدون ، بالإضافة إلى نموذج كامل لمنزل إسرائيلي من العصر الحديدي . المتحف مخصص لاستخدام هذه المجموعات في التدريس والبحث ونشر علم الآثار والتاريخ والثقافة في الشرق الأدنى.

## التاريخ
بدأت شركة الهندسة المعمارية A.W. Longfellow في موقع متحف هارفارد السامي الحالي في 27 أيلول 1900. تم الانتهاء من البناء في ربيع عام 1902 ، وافتتح الأجزاء العامة من المتحف في 5 شباط 1903.
جرى إعادة استخدام مرافق المتحف خلال الحرب العالمية الثانية ، و أغلقت أمام الجمهور من آب 1942 حتى نيسان 1946. بعد اثني عشر عامًا ، جرى إغلاقها مرة أخرى للجمهور ، استمرت من عام 1958 حتى عام 1982.
أعيد افتتاح المتحف في نيسان 1982 ، ثم تحدث رئيس جامعة هارفارد بوك Derek Bok في حفل إعادة الافتتاح. في كانون الأول 2012 ، أعلنت هارفارد عن كونسورتيوم جديد ، متاحف هارفارد للعلوم والثقافة ، وأعضاؤها هم متحف هارفارد للتاريخ الطبيعي ، ومتحف هارفارد السامي ، ومتحف بيبودي للآثار والاثنولوجيا ، ومجموعة هارفرد للأدوات العلمية التاريخية .

## المهام

### معرض وتعليم
المتحف السامي ، من خلال الجهود التعاونية لأعضاء هيئة التدريس والمنسقين وأمناء المتاحف والطلاب ؛ يتصاعد الإقبال على المعروضات ، غالبًا بالتزامن مع الدورات الجامعية ، التي لا تخدم مجتمع الجامعة فحسب ، بل تجذب أيضًا الجمهور العام. يحتوي المتحف على برنامج نشط للتواصل العام يضم جولات لمجموعات المدارس وورش تدريب المعلمين. كما يقوم المتحف برعاية عدد من المحاضرات العامة كل عام بمفرده أو بالاشتراك مع مؤسسات أخرى. من خلال هذه الجهود التعليمية ، يسعى المتحف إلى تعزيز فهم أوسع لحضارات الشرق الأدنى وإرثها الثقافي الكبير.

### التدريس مع محتويات المتحف
هناك العديد من الفرص المتاحة لطلاب وأعضاء هيئة التدريس بجامعة هارفارد للاستفادة من مجموعات ومرافق المتحف. يمكن استخدام الأشياء في الدورات الدراسية وعرض المهام والأبحاث والأطروحات العليا والرسائل العلمية وعروض التدريس. غرفة ندوة الطابق السفلي متاحة للأقسام المعنية لعرض المجموعات.

### البحث والنشر
يرعى متحف هارفارد للسامية البحث الميداني الأثري في المجتمعات المعقدة في الشرق الأدنى ، مع التركيز بشكل خاص على تلك الثقافات القديمة المتعلقة بعالم الكتاب المقدس. في كل عام ، يشارك أكثر من 100 من الموظفين والطلاب والمتطوعين في حفريات عسقلان (رحلة ليون ليفي) ، بقيادة مدير المتحف الفخري ستاغر Lawrence E. Stager، والدكتور ماستر Daniel M. Master، والدكتور اجا Adam Aja. ينشر المتحف ، من خلال سلسلة هارفارد السامية و دراسات هارفارد السامية ، الدراسات الأثرية والتاريخية واللغوية والثقافية للشرق الأدنى ، والتي يقدم العديد منها ابحاث أعضاء هيئة التدريس في القسم وطلابهم.

## روابط خارجية
- الموقع الرسمي للمتحف السامي
- قسم لغات وحضارات الشرق الأدنى في هارفارد نسخة محفوظة 15 نوفمبر 2013 على موقع واي باك مشين.